# Zidane Iqbal
Zidane Aamar Iqbal (in arabo زيدان عمار إقبال‎?; Manchester, 27 aprile 2003) è un calciatore inglese naturalizzato iracheno, centrocampista dell'Utrecht e della nazionale irachena.

## Carriera

### Club
Nato a Manchester da padre pakistano e madre irachena, ha iniziato a giocare in una squadra locale chiamata Sale United, dove venne notato dagli osservatori del Manchester United.
Nell'aprile 2021 ha firmato il suo primo contratto da professionista con il Manchester United. L'8 dicembre 2021 ha esordito in prima squadra, in occasione dell'incontro di Champions League pareggiato per 1-1 contro gli svizzeri dello Young Boys, subentrando all'89' a Jesse Lingard. È divenuto così il primo giocatore nato nel Regno Unito di origini dell'Asia meridionale a giocare per la squadra.
Il 26 giugno 2024 viene ufficializzato il suo passaggio a titolo definitivo all'Utrecht per 1 milione di euro. Esordisce con gli olandesi il 16 settembre successivo, subentrando nella vittoria in trasferta per 3-1 contro l'Heracles Almelo. Complice vari infortuni, nella prima parte di stagione non scende molto in campo salvo poi collezionare più minuti nella seconda parte concludendo la stagione con 19 presenze in totale.

### Nazionale
Iqbal può rappresentare l'Inghilterra, l'Iraq e il Pakistan a livello internazionale.
Nel maggio 2021 ha ottenuto il passaporto iracheno e ha iniziato a rappresentare le nazionali giovanili irachene. Nel giugno 2021 è stato convocato dalla nazionale irachena Under-20 per la Coppa araba Under-20 2021. Tuttavia, il Manchester United gli ha impedito di partire a causa della pandemia di COVID-19.
Nel settembre 2021, ha ricevuto la sua prima convocazione da parte della nazionale irachena Under-23 per uno stage negli Emirati Arabi Uniti. Ha esordito il 4 settembre contro i pari età degli Emirati Arabi Uniti, partendo da titolare. Nell'ottobre 2021, è stato inserito nella lista dei convocati per il campionato di calcio della Federazione calcistica dell'Asia occidentale Under-23 2021 in Arabia Saudita. L'8 ottobre, ha segnato il suo primo gol con l'Under-23, indossando la fascia da capitano.
Nel gennaio 2022 viene convocato dalla nazionale irachena per gli incontri di qualificazione al Mondiale 2022 contro Iran e Libano. Il 27 gennaio successivo esordisce contro l'Iran.

## Statistiche

### Presenze e reti nei club
Statistiche aggiornate al 23 maggio 2024.
| Stagione                  | Squadra                   | Campionato                | Campionato | Campionato | Coppe nazionali | Coppe nazionali | Coppe nazionali | Coppe continentali | Coppe continentali | Coppe continentali | Altre coppe | Altre coppe | Altre coppe | Totale | Totale |
| Stagione                  | Squadra                   | Comp                      | Pres       | Reti       | Comp            | Pres            | Reti            | Comp               | Pres               | Reti               | Comp        | Pres        | Reti        | Pres   | Reti   |
| ------------------------- | ------------------------- | ------------------------- | ---------- | ---------- | --------------- | --------------- | --------------- | ------------------ | ------------------ | ------------------ | ----------- | ----------- | ----------- | ------ | ------ |
| 2021-2022                 | Manchester Utd U23        | -                         | -          | -          | -               | -               | -               | -                  | -                  | -                  | FLT         | 3           | 1           | 3      | 1      |
| 2022-2023                 | Manchester Utd U23        | -                         | -          | -          | -               | -               | -               | -                  | -                  | -                  | FLT         | 3           | 0           | 3      | 0      |
| Totale Manchester Utd U23 | Totale Manchester Utd U23 | Totale Manchester Utd U23 | -          | -          |                 | -               | -               |                    | -                  | -                  |             | 6           | 1           | 6      | 1      |
| 2021-2022                 | Manchester Utd            | PL                        | 0          | 0          | FACup+CdL       | 0               | 0               | UCL                | 1                  | 0                  | -           | -           | -           | 1      | 0      |
| 2022-2023                 | Manchester Utd            | PL                        | 0          | 0          | FACup+CdL       | 0               | 0               | UEL                | 0                  | 0                  | -           | -           | -           | 0      | 0      |
| Totale Manchester Utd     | Totale Manchester Utd     | Totale Manchester Utd     | 0          | 0          |                 | 0               | 0               |                    | 1                  | 0                  |             | -           | -           | 1      | 0      |
| 2023-2024                 | Utrecht                   | ED                        | 17+1       | 0          | CO              | 1               | 0               | -                  | -                  | -                  | -           | -           | -           | 19     | 0      |
| 2024-2025                 | Utrecht                   | ED                        | 18         | 1          | CO              | 3               | 0               | -                  | -                  | -                  | -           | -           | -           | 21     | 1      |
| Totale carriera           | Totale carriera           | Totale carriera           | 36         | 1          |                 | 4               | 0               |                    | 1                  | 0                  |             | 6           | 1           | 48     | 2      |

### Cronologia presenze e reti in nazionale
| Cronologia completa delle presenze e delle reti in nazionale ― Iraq | Cronologia completa delle presenze e delle reti in nazionale ― Iraq | Cronologia completa delle presenze e delle reti in nazionale ― Iraq | Cronologia completa delle presenze e delle reti in nazionale ― Iraq | Cronologia completa delle presenze e delle reti in nazionale ― Iraq | Cronologia completa delle presenze e delle reti in nazionale ― Iraq | Cronologia completa delle presenze e delle reti in nazionale ― Iraq | Cronologia completa delle presenze e delle reti in nazionale ― Iraq |
| Data                                                                | Città                                                               | In casa                                                             | Risultato                                                           | Ospiti                                                              | Competizione                                                        | Reti                                                                | Note                                                                |
| ------------------------------------------------------------------- | ------------------------------------------------------------------- | ------------------------------------------------------------------- | ------------------------------------------------------------------- | ------------------------------------------------------------------- | ------------------------------------------------------------------- | ------------------------------------------------------------------- | ------------------------------------------------------------------- |
| 27-1-2022                                                           | Teheran                                                             | Iran                                                                | 1 – 0                                                               | Iraq                                                                | Qual. Mondiali 2022                                                 | -                                                                   | 82’                                                                 |
| 1-2-2022                                                            | Saida                                                               | Libano                                                              | 1 – 1                                                               | Iraq                                                                | Qual. Mondiali 2022                                                 | -                                                                   | 78’                                                                 |
| 26-3-2023                                                           | San Pietroburgo                                                     | Russia                                                              | 2 – 0                                                               | Iraq                                                                | Amichevole                                                          | -                                                                   |                                                                     |
| 7-9-2023                                                            | Chiang Mai                                                          | Iraq                                                                | 2 – 2                                                               | India                                                               | Amichevole                                                          | -                                                                   | 46’ 80’, 90’                                                        |
| 6-1-2024                                                            | Abu Dhabi                                                           | Iraq                                                                | 0 – 1                                                               | Corea del Sud                                                       | Amichevole                                                          | -                                                                   | 49’                                                                 |
| 15-1-2024                                                           | Al Rayyan                                                           | Indonesia                                                           | 1 – 3                                                               | Iraq                                                                | Coppa d'Asia 2023 - 1º turno                                        | -                                                                   | 60’                                                                 |
| 24-1-2024                                                           | Doha                                                                | Iraq                                                                | 3 – 2                                                               | Vietnam                                                             | Coppa d'Asia 2023 - 1º turno                                        | -                                                                   |                                                                     |
| 29-1-2024                                                           | Doha                                                                | Iraq                                                                | 2 – 3                                                               | Giordania                                                           | Coppa d'Asia 2023 - Ottavi di finale                                | -                                                                   | 54’                                                                 |
| 21-3-2024                                                           | Bassora                                                             | Iraq                                                                | 2 – 3                                                               | Filippine                                                           | Qual. Mondiali 2026                                                 | -                                                                   | 63’                                                                 |
| 26-3-2024                                                           | Manila                                                              | Filippine                                                           | 0 – 5                                                               | Iraq                                                                | Qual. Mondiali 2026                                                 | 1                                                                   |                                                                     |
| 6-6-2024                                                            | Giacarta                                                            | Indonesia                                                           | 0 – 2                                                               | Iraq                                                                | Qual. Mondiali 2026                                                 | -                                                                   | 46’                                                                 |
| Totale                                                              |                                                                     | Presenze                                                            | 11                                                                  |                                                                     | Reti                                                                | 1                                                                   |                                                                     |